# José Rodao
José Rodao Hernández (Cantalejo, 1865-Segovia, 1927) fue un escritor, periodista y poeta español.

## Biografía

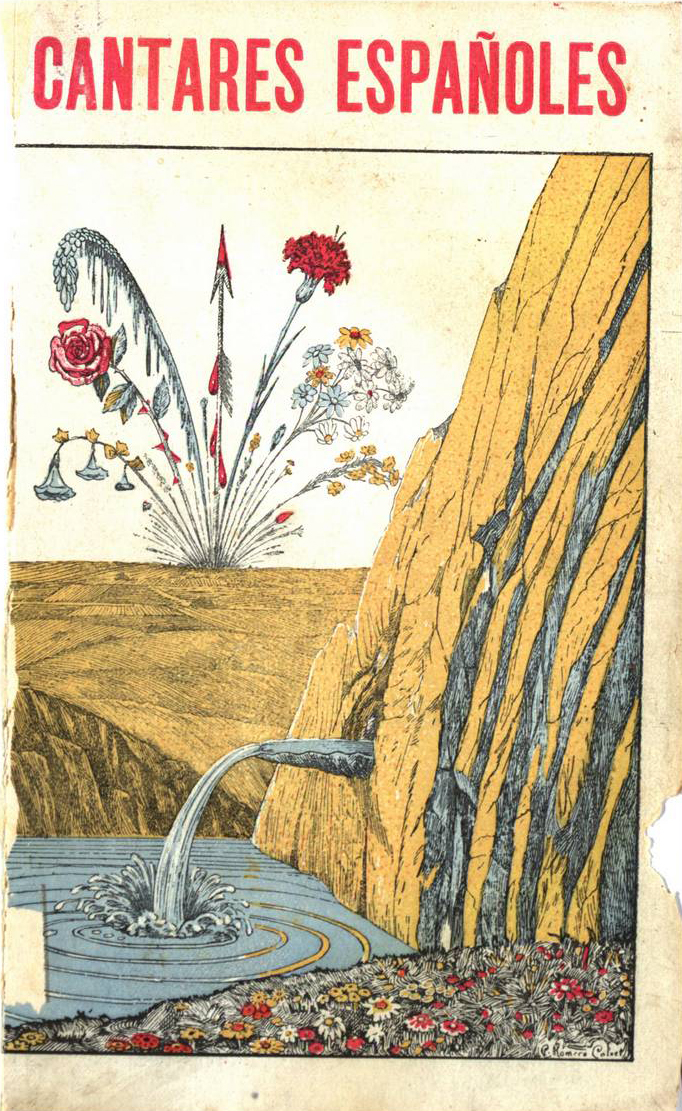
Cantares españoles (cantares del pueblo y cantares de los poetas), publicados por la Casa Editorial Maucci. Portada de Romero Calvet.

Nacido en la localidad segoviana de Cantalejo el 23 de septiembre de 1865 y profesor de primera enseñanza, era descrito por Ossorio como poeta lírico y autor festivo. Entre sus obras dramáticas se encuentran La primera declaración y Los tímidos, estrenadas en el Teatro Lara.
Como periodista, publicó en los periódicos segovianos  La Tempestad, El Carpetano, El Adelantado y El Diario de Avisos (1903), así como en varios diarios y revistas como Blanco y Negro, La Ilustración Española y Americana, Madrid Cómico, Barcelona Cómica, El Gato Negro, La Correspondencia de España, Pluma y Lápiz (1902), El Eco de Soria y Heraldo de Madrid (1903). Falleció en Segovia el 23 o 24 de enero de 1927.